# 卡斯特魯·布朗庫總統鎮 (聖卡塔琳娜州)
卡斯特鲁·布朗库总统镇是巴西圣卡塔琳娜州的一个市镇。总面积77平方公里，总人口1757人，人口密度22.8人/平方公里。